# Графостатика
Графоста́тика — в теоретичній механіці, вчення про графічний спосіб розв'язання задач статики.
Графостатика дозволяє вирішувати задачі з системами збіжних сил. На площині така система сил є статично визначуваною, якщо число невідомих сил у ній не перевищує двох.
Для пласкої системи сил послідовність знаходження сил у цьому методі така:
1. обирається масштаб сил;
2. в обраному масштабі будуються вектори відомих сил, причому кожен наступний вектор відкладається з кінця попереднього;
3. з кінця останнього з векторів відомих сил проводиться пряма, паралельна одній з двох невідомих сил;
4. з початку першого побудованого вектора проводиться пряма, паралельна другій невідомій силі;
5. точка перетину двох прямих дасть відрізки, еквівалентні двом невідомим силам;
6. довжини отриманих відрізків помножаються на масштаб і виходять значення двох шуканих сил. Чим більший обраний масштаб, тим вище точність вирішування задачі.

## Джерело
- Графічна статика [Архівовано 20 жовтня 2014 у Wayback Machine.]